# پیتر لی
پیتر لی (انگلیسی: Peter Lee Jung-sum; ۲۳ اکتبر ۱۹۳۹ – ۳ سپتامبر ۲۰۰۸) هواشناس و سیاست‌مدار اهل هنگ کنگ بود. وی برادر بزرگتر بروس لی بود.